# 佩德罗基咖啡馆

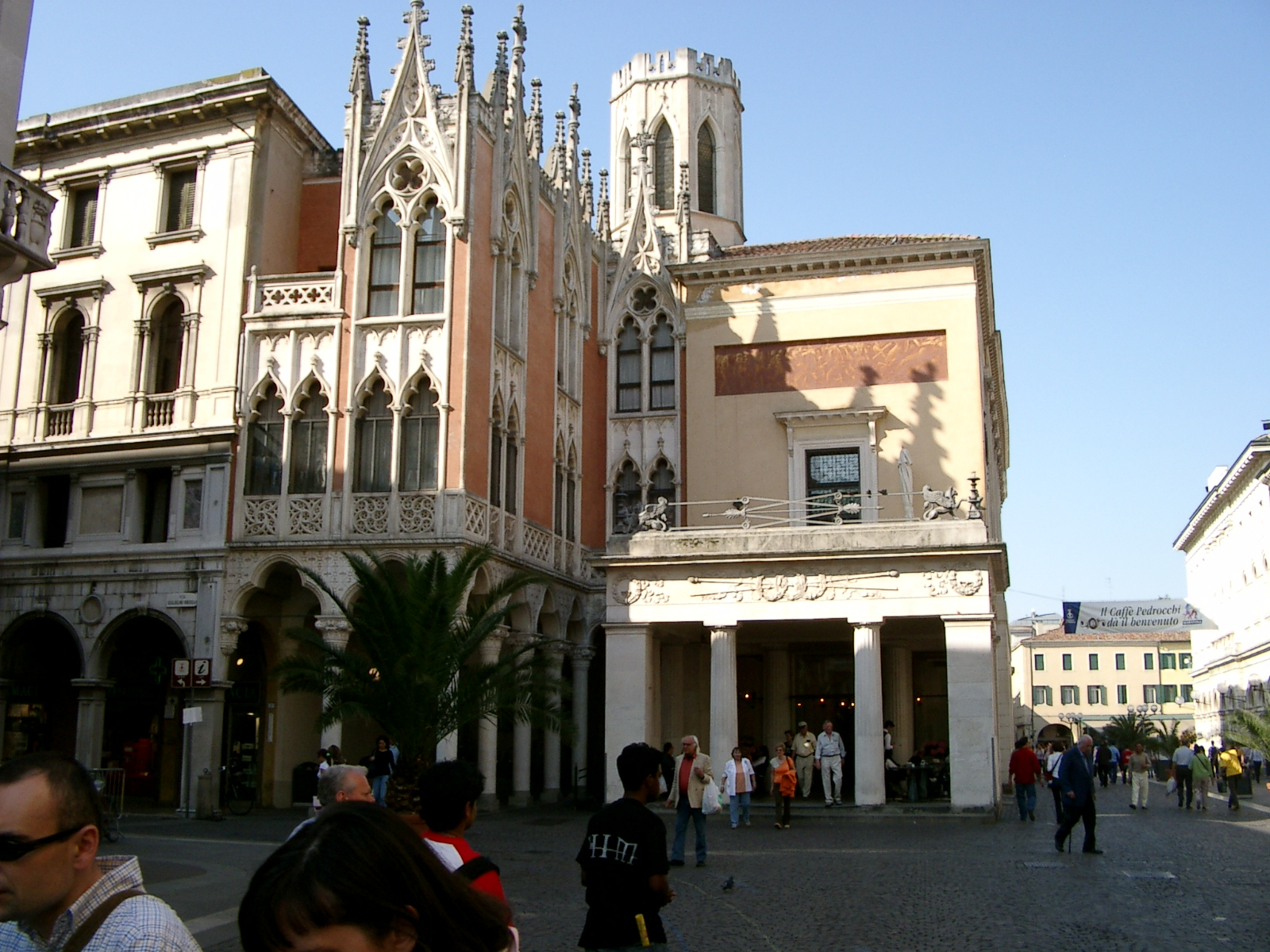
佩德罗基咖啡馆

佩德罗基咖啡馆（Pedrocchi Café）是意大利帕多瓦中心的一个著名咖啡馆，建于18世纪。
佩德罗基咖啡馆的的建筑融合了新古典主义风格与威尼斯哥特式，房间按照不同风格装饰，底楼以意大利国旗的颜色布置了白厅，红厅和绿厅，楼上的贵族层则设有伊特鲁里亚厅、希腊厅、文艺复兴厅、埃及厅、罗西尼厅（拿破仑厅）等。 
佩德罗基咖啡馆地处中心位置，靠近帕多瓦大学、市政厅和市场，很快就成为了学生，艺术家，作家和爱国者的文化和商业中心和集会地点，吸引了司汤达和拜伦。1848年学生反奥起义也发生于此。

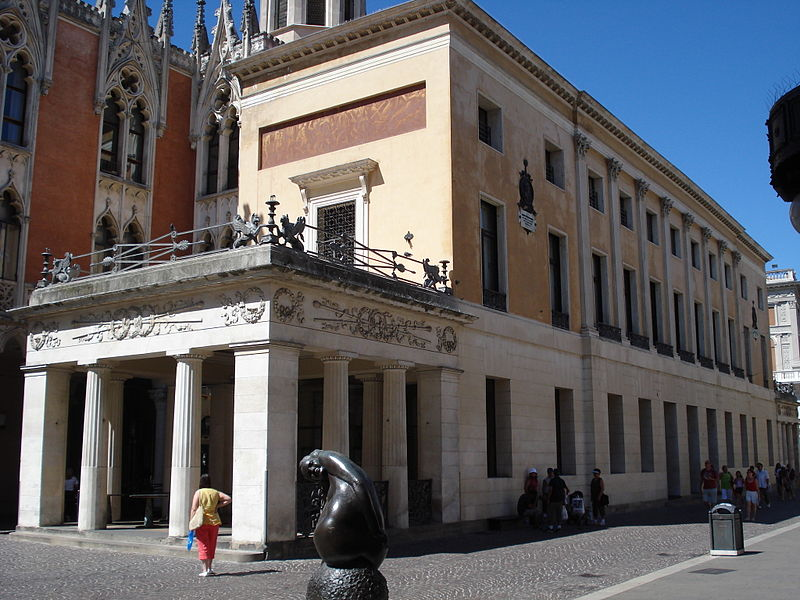
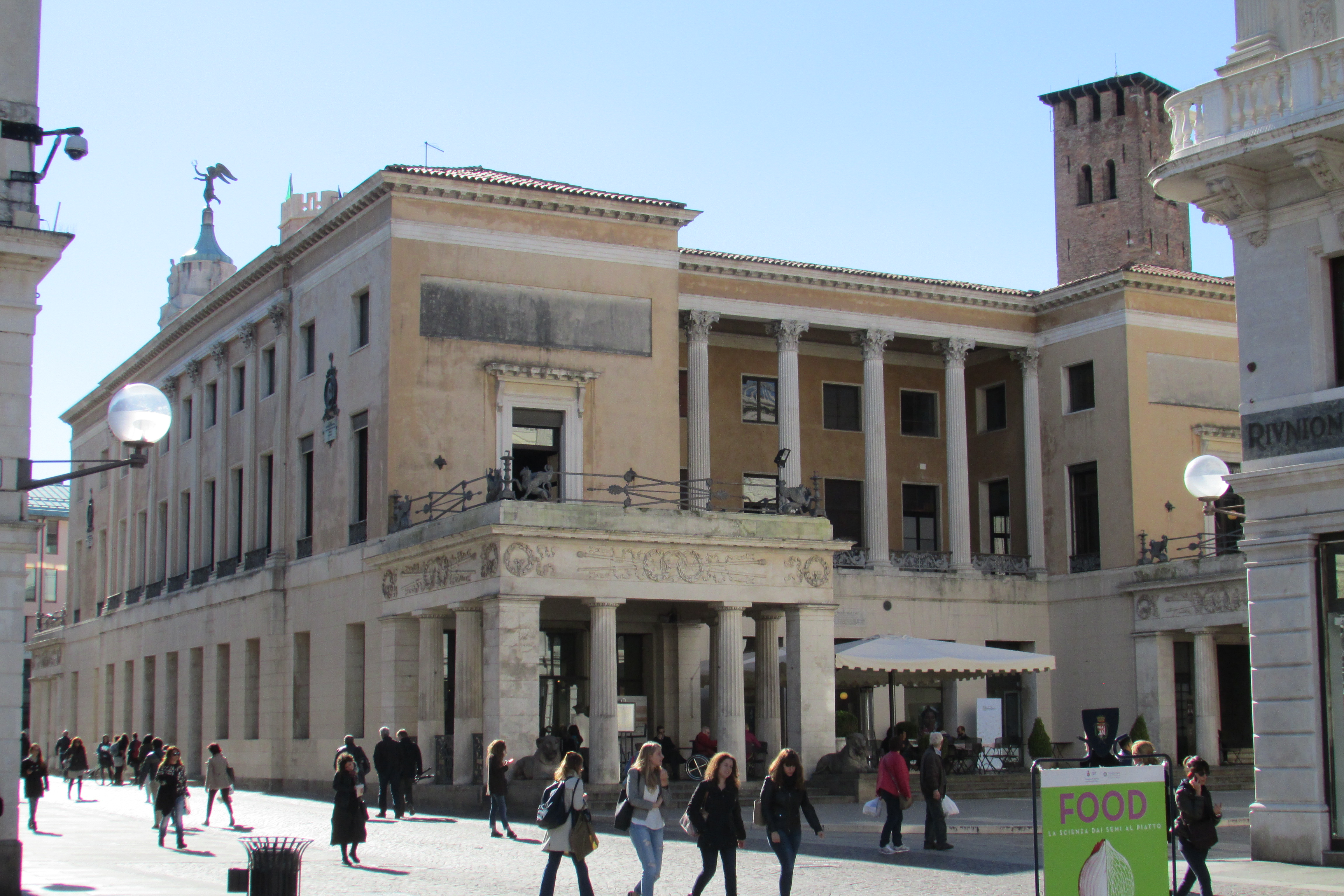
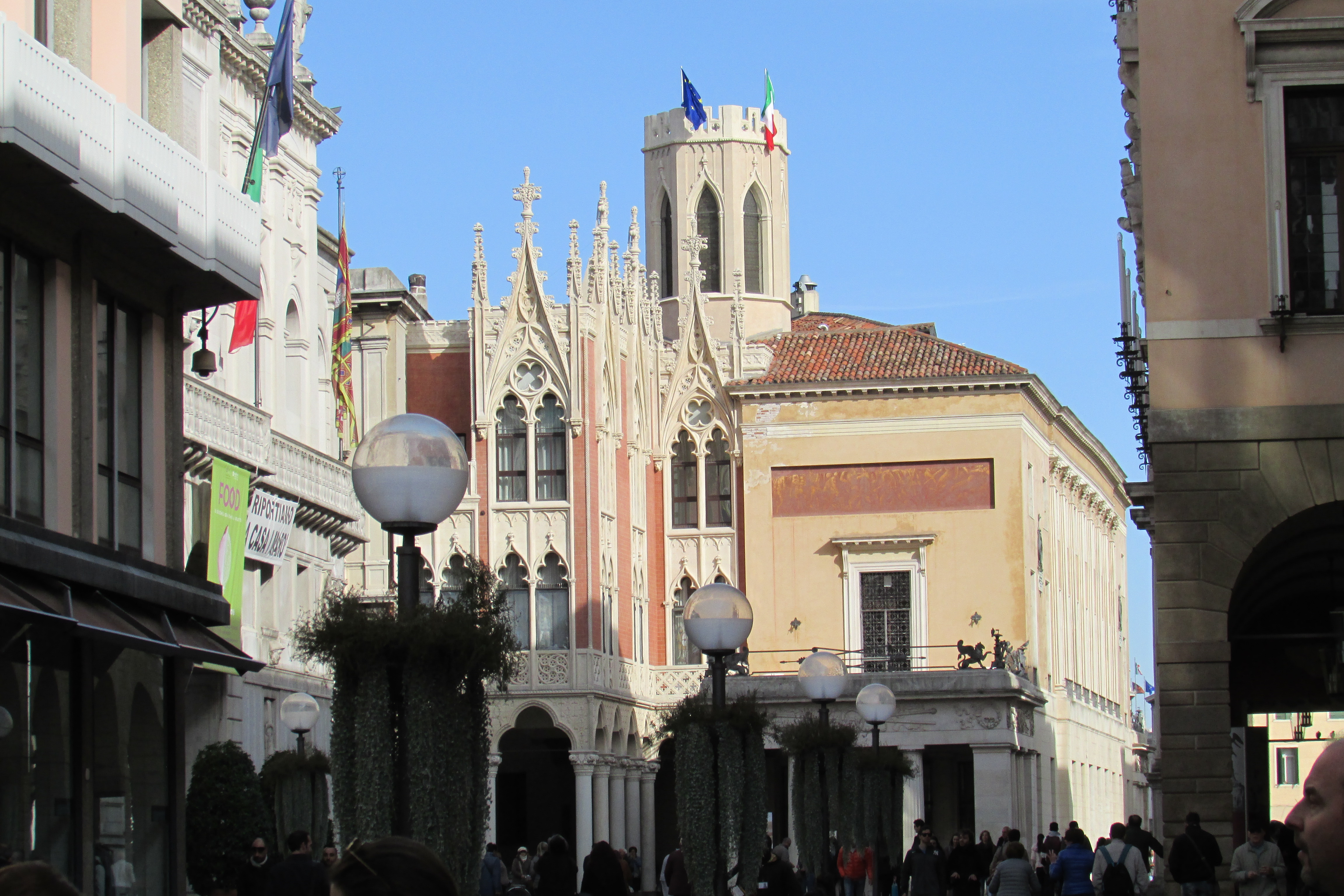